# Ingelgerové

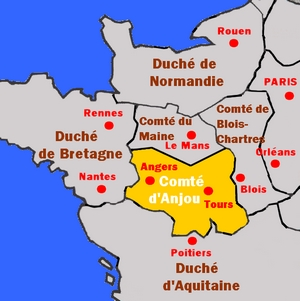
Anjou ke konci vlády Ingelgerů

Ingelgerové někdy také první dynastie Anjouovců nebo dynastie Fulko-Geoffroy byla dynastie vládců anjouovského hrabství v letech 930 až 1060, tedy v době západofranské říše a počátku francouzského království. Pojmenována je podle Ingelgera, otce prvního z hrabat této dynastie. Posledním Ingelgerovcem byl Geoffroy II. z Anjou, který zemřel bez mužských potomků a dědictví pak přešlo na syna jeho sestry Ermengardy Geoffroy z Gâtinais, zakladatele dynastie Gâtinais-Anjou.
V tomto období byly vhodné podmínky pro rozvoj rodové moci a bohatství. Vzestupu regionálních hrabství a vévodství nahrávala chybějící silná ústřední královská moc a zároveň pominuly vážné hrozby z Bretaně a od vikinských Normanů, když bylo ustaveno bretaňské a normandské vévodství formálně podřízené králi. V Angers byl vystavěn hraběcí palác, který byl později za Kapetovců přestavěn na mohutný hrad Angers.

## Hrabata z Anjou
Zakladatel dynastie Ingelger, vikomt z Angers (880–888)
- Fulko I. z Anjou (930–942)
- Fulko II. z Anjou (942–958)
- Geoffroy I. z Anjou (960–987)
- Fulko III. z Anjou (987–1040)
- Geoffroy II. z Anjou (1040–1060)